# What More Can I Give
"What More Can I Give" ("Todo Para Ti" trong tiếng Tây Ban Nha) (tạm dịch:Tôi còn có thể làm gì hơn) là ca khúc của ca sĩ người Mỹ, Michael Jackson do nhóm ca sĩ trình bày về Sự kiện 11 tháng 9 năm 2001.
Nguồn cảm hứng cho bài hát ban đầu đã đến với Jackson sau một cuộc họp với Tổng thống Nam Phi Nelson Mandela trong cuối những năm 1990. Bài hát đã được hát lần đầu tiên tại một buổi hòa nhạc của Jackson, nhưng ca sĩ đã hát không thành công. Bài hát cũng không thể đạt được một phát hành chính thức, mặc dù ca sĩ nhạc pop đã tuyên bố rằng nó sẽ được phát hành như một đĩa đơn từ thiện cho những người tị nạn chiến tranh Kosovo, đã kết thúc vào năm 1999.
Sau vụ tấn công ngày 11 tháng 9 năm 2001, Jackson đã viết lại "What More Can I Give". Jackson và các nghệ sĩ khác thu âm phiên bản mới của bài hát sau đó không lâu, các nghệ sĩ khác bao gồm Anastacia, Nick Carter, Beyoncé, Celine Dion, Luther Vandross, Mariah Carey và Usher. Ngoài ra, một phiên bản tiếng Tây Ban Nha của bài hát đã được ghi âm, với tựa đề "Todo Para Ti", lời bài hát của ông đã được chuyển thể sang tiếng Tây Ban Nha bởi nhạc sĩ Rubén Blades.
"What More Can I Give" đã được dự kiến phát hành như một đĩa đơn từ thiện, trong hy vọng rằng có thể quyên góp $ 50.000.000 để hỗ trợ những người sống sót và gia đình các nạn nhân của vụ tấn công khủng bố ngày 11 Tháng Chín. Tuy nhiên kế hoạch đó không bao giờ trở thành hiện thực vì có ý kiến không đồng tình giữa các nghệ sĩ tham gia. Một tờ báo thông tin rằng việc phát hành của bài hát đã bị huỷ bỏ sau khi nhà sản xuất bị phát hiện là cũng chỉ đạo điều hành sản xuất phim khiêu dâm. Nhà sản xuất, Marc Schaffel, phủ nhận rằng ông đã có lỗi, mà ông cho rằng bài hát không được phát hành, một phần là vì mánh khoé tiếp thị bởi Sony Music.
"What More Can I Give" đã được phát trên các đài phát thanh lần đầu tiên vào cuối năm 2002. Phát sóng đầu tiên đã được thực hiện mà không có sự cho phép của đài phát thanh WKTU-FM ở New York. Năm sau, vào ngày 27 tháng 10 năm 2003, "What More Can I Give" đã được đưa lên mạng toàn cầu để cho công chúng có thể tải về. Tiền thu được từ việc bán các bài hát đã được tặng cho các tổ chức từ thiện của trẻ em.
| Nghệ sĩ         | Xuất hiện trong phiên bản tiếng Anh | Xuất hiện trong phiên bản tiếng Tây Ban Nha |
| --------------- | ----------------------------------- | ------------------------------------------- |
| 3LW             | Có                                  | Không                                       |
| Aaron Carter    | Có                                  | Không                                       |
| Alejandro Sanz  | Không                               | Có                                          |
| Anastacia       | Có                                  | Có                                          |
| Beyoncé         | Có                                  | Không                                       |
| Billy Gilman    | Có                                  | Không                                       |
| Brian McKnight  | Có                                  | Có                                          |
| Bryton James    | Có                                  | Không                                       |
| Carlos Santana  | Có                                  | Có                                          |
| Celine Dion     | Có                                  | Có                                          |
| Cristian Castro | Không                               | Có                                          |
| Gloria Estefan  | Có                                  | Có                                          |
| Hanson          | Có                                  | Không                                       |
| Jon Secada      | Có                                  | Có                                          |
| Joy Enriquez    | Không                               | Có                                          |
| Juan Gabriel    | Không                               | Có                                          |
| Julio Iglesias  | Không                               | Có                                          |
| Laura Pausini   | Không                               | Có                                          |
| Luis Miguel     | Không                               | Có                                          |
| Luther Vandross | Có                                  | Có                                          |
| Mariah Carey    | Có                                  | Có                                          |
| Michael McCary  | Có                                  | Không                                       |
| Michael Jackson | Có                                  | Có                                          |
| Mýa             | Có                                  | Có                                          |
| *NSYNC          | Có                                  | Có                                          |
| Nick Carter     | Có                                  | Không                                       |
| Olga Tañón      | Không                               | Có                                          |
| Reba McEntire   | Có                                  | Không                                       |
| Ricky Martin    | Có                                  | Có                                          |
| Rubén Blades    | Không                               | Có                                          |
| Shakira         | Có                                  | Có                                          |
| Shawn Stockman  | Có                                  | Không                                       |
| Thalía          | Có                                  | Có                                          |
| Tom Petty       | Có                                  | Không                                       |
| Usher           | Có                                  | Không                                       |
| Ziggy Marley    | Có                                  | Không                                       |